# Nuit noire, 17 octobre 1961
Pour les articles homonymes, voir Nuit noire.
Ne doit pas être confondu avec Nuit noire (film, 2004, Canijo), Nuit noire (film, 2004, Colas) ou Nuit noire (film, 2005).
Pour plus de détails, voir Fiche technique et Distribution.
Nuit noire, 17 octobre 1961 est un téléfilm français réalisé par Alain Tasma, diffusé en 2005,.
Lors de la première diffusion à la télévision, le titre est Nuit noire. Le 19 octobre 2005, il est adapté au grand écran par les distributeurs des Acacias.
Il s'agit de l'adaptation du livre-enquête La Bataille de Paris de Jean-Luc Einaudi (Le Seuil, 1991) et des nombreuses recherches d'historiens sur des faits réels sur le massacre du 17 octobre 1961 à la suite d'une répression meurtrière par la police française, en pleine manifestation d'Algériens organisée, à Paris, par la fédération de France du FLN.

## Synopsis
Le téléfilm, à travers le destin croisé de plusieurs personnes, retrace les évènements qui ont mené au massacre du 17 octobre 1961 à Paris, où plusieurs dizaines de Nord-Africains furent tués par la police lors d'une manifestation pacifique en faveur de l'indépendance de l'Algérie et contre le couvre-feu auquel ils étaient astreints.
Le 17 octobre 1961, 30 000 Algériens gagnent le centre de Paris pour une manifestation pacifique, à l'appel du FLN, en opposition au couvre-feu imposé par le gouvernement. Dans la soirée, 11 000 personnes sont arrêtées. Dans les jours qui suivent, on repêche des cadavres dans la Seine, et jamais on ne saura combien d'Algériens ont disparu cette nuit-là.
Il croise les destins de personnages qui ont, chacun, une vue partiale et partielle de la situation : Sabine, journaliste, qui dira à son amie Nathalie « ce n'est pas ma guerre » ; Nathalie, porteuse de valises pour le FLN ; Martin, jeune flic sans engagement politique ; Tierce, policier syndicaliste ; Tarek, ouvrier de nuit non militant ; son neveu, Abde, qui suit des cours du soir ; Ali Saïd, cadre du FLN ; Maurice, coordinateur de la Fédération de France du FLN. À ces personnages s'ajoute une figure historique : le préfet de police de Paris, Maurice Papon.

## Fiche technique
Sauf indication contraire, les informations mentionnées dans cette section peuvent être confirmées par la base de données cinématographiques Unifrance,  présente dans la section « Liens externes ».
- Titre original : Nuit noire, 17 octobre 1961[4]
- Réalisation : Alain Tasma
- Scénario : Patrick Rotman[1],[5]
- Dialogue : Patrick Rotman, François-Olivier Rousseau et Alain Tasma[1]
- Musique : Cyril Morin
- Décors : Émile Ghigo et Claire Amoureux-Nicole
- Costumes : Céline Guignard
- Photographie : Roger Dorieux
- Son : Bernard Borel
- Montage : Marie-Sophie Dubus
- Production : Thomas Anargyros et Édouard de Vésinne
- Sociétés de production : Cipango Films, avec la participation de Canal+ et de France 3[3],[6] (télévision) ; Les Acacias (cinéma)
- Sociétés de distribution : Canal+ (télévision) ; Tamasa Distribution (cinéma)
- Pays de production :  France
- Langue originale : français
- Format : couleur - 1,85:1 - Son Dolby - 35 mm
- Genre : drame historique
- Durée : 108 minutes
- Dates de sortie : 
  - France : 7 juin 2005 sur Canal+[3] (télévision) ; 19 octobre 2005 (cinéma)
  - Québec : 8 septembre 2006 (cinéma)

## Distribution
- Clotilde Courau : Sabine, journaliste de télévision qui ne se sent pas concernée par les événements
- Thierry Fortineau : Maurice Papon, le préfet de police de Paris
- Jean-Michel Portal : François Martin, simple flic dans un poste de police de Nanterre
- Ouassini Embarek : Abde, jeune Algérien qui prépare le Certificat d'études primaires
- Atmen Kelif : Tarek, l'oncle d'Abde, ouvrier de nuit algérien menacé de mort par le FLN
- Florence Thomassin : Nathalie, femme révoltée par les événements et porteuse de documents pour le FLN
- Vahina Giocante : Marie-Hélène, l'institutrice d'Abde
- Serge Riaboukine : Albert Tierce, brigadier de police au poste de Nanterre
- Aurélien Recoing : Pierre Somveille, le directeur de cabinet de Papon
- Philippe Bas : Delmas, policier raciste et haineux
- Abdelhafid Metalsi : Ali Saïd, militant du FLN sans états d'âme
- Jalil Naciri : Maurice, responsable local du FLN
- Marie Denarnaud : Isabelle Martin, la femme de François
- Bruno Abraham-Kremer : Lucien Hirsch, le chaleureux patron d'Abde
- Bernard Lanneau : Jean-Robert
- Michel Scotto di Carlo : Pierre Level, le collègue et ami de Martin, assassiné par le FLN
- Pierre-Alain Chapuis : Roger Frey, le ministre de l'Intérieur
- Luc Palun : M. René, le patron de la brasserie
- Lyèce Boukhitine : le voisin d'Abde
- Jean-Michel Fête : le policier Bertaut

## Production

### Genèse et développement
En 2003,, lorsque Fabrice de La Patellière, directeur de la fiction de Canal+, avec ses collaborateurs, a l'idée de créer des fictions historiques ou politiques « qui abordent certaines pages sombres de notre passé » et d'en « faire un peu comme HBO aux États-Unis », il propose, au téléphone, une fiction sur le 17 octobre 1961 à Thomas Anargyros, producteur de Cipango Films — ancienne société renommée Storia Télévision — qui donne son accord pour en développer. Cette proposition est un des « trois sujets — dont la Gestapo française pour 93, rue Lauriston de Denys Granier-Deferre et la tuerie d'Auriol, S.A.C., des hommes dans l'ombre de Thomas Vincent — étaient, pour les producteurs et les scénaristes, impensables à imaginer en film, et, d'ailleurs, personne n'y croyait », raconte le directeur, en 2006,. Et ce sujet revient à l'époque de la sortie du livre La Bataille de Paris : 17 octobre 1961 de Jean-Luc Einaudi, en 1991, alors qu'il était encore libraire.
Thomas Anargyros appelle Patrick Rotman et lui demande s'il voulait bien écrire l'histoire « parce qu’il est l’un des grands spécialistes de la guerre d’Algérie et ensuite parce qu’il est l’un des seuls historiens de cette époque à avoir une expérience de la fiction » : ce dernier accepte, avec une condition d'en faire un film-puzzle, c'est-à-dire plusieurs personnages qui partageraient chacun cette histoire.
La réalisation est confiée à Alain Tasma, qui collabore au scénario et aux séquences, Patrick Rotman ayant déjà écrit deux versions. Selon lui, « la mise en scène doit commencer dès l’écriture et non le jour où vous êtes sur le plateau face aux acteurs ».
Le Centre national de la cinématographie (CNC) et la Région Île-de-France financent ce projet s'élevant à 4,2 millions d’euros, dont 2,4 millions de la part de Canal+ et 1,2 million de France 3, ayant « une fois de plus le courage d’être rentrée dans ce projet sans y apporter la moindre restriction », souligne Alain Tasma.

### Tournage

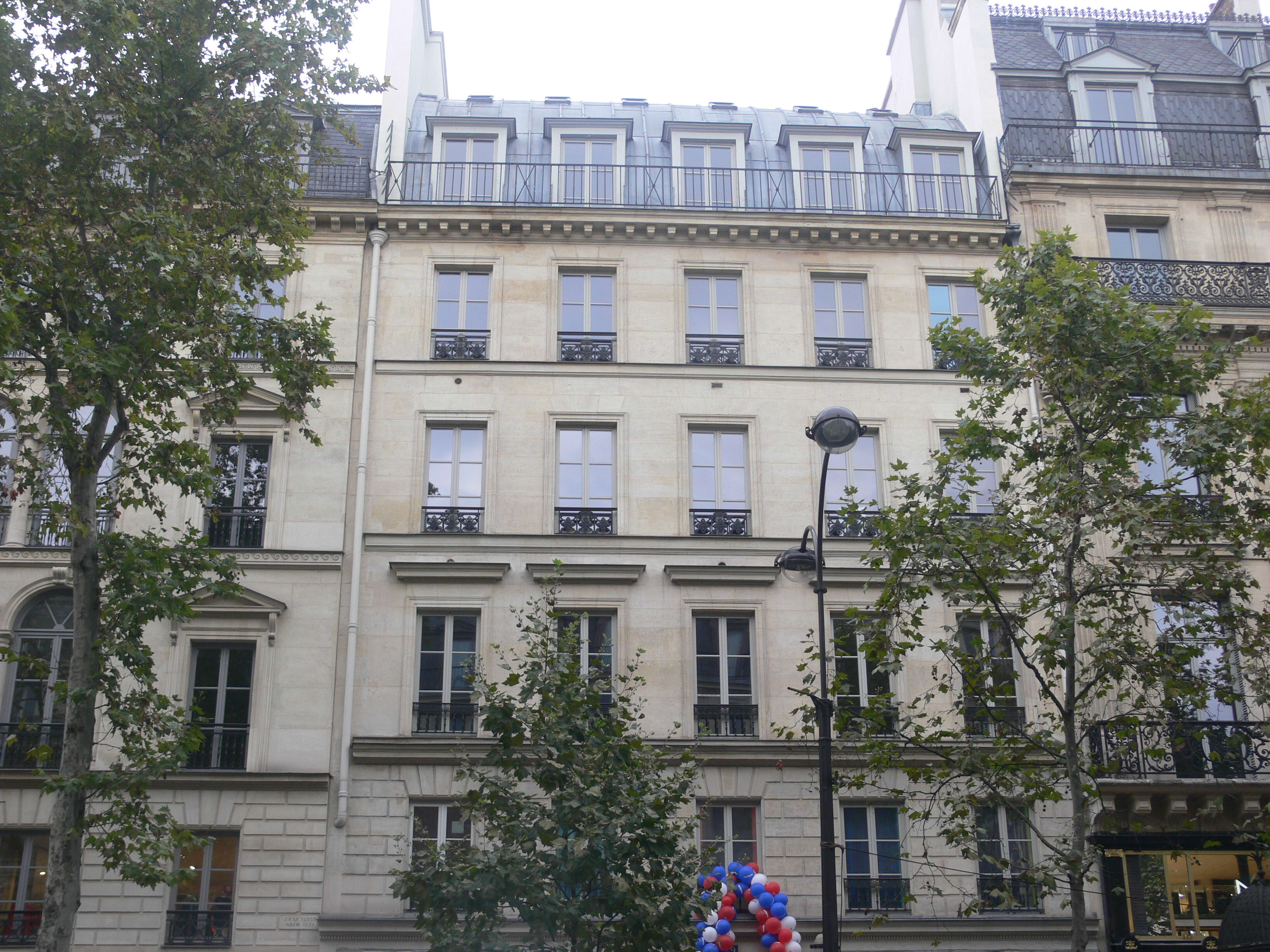
No 9, boulevard des Capucines, lieu du tournage.

Le tournage dure 28 jours. Il commence le 7 décembre 2004, à Paris, où une grande partie des décors sont reconstitués dans un immeuble du boulevard des Capucines. En fin décembre, il a lieu en plein centre-ville de L'Île-Saint-Denis pour reformer les scènes de la manifestation d'Algériens et celles, avec environ 250 figurants, de la fusillade, la répression meurtrière, ayant lieu sur le pont de Neuilly, d'où plusieurs manifestants ont préféré se jeter,,, ainsi qu'à Stains (Seine-Saint-Denis) pour servir de décors au bidonville de Nanterre,,.

## Accueil

### Diffusion et sortie
Le téléfilm est diffusé, sous le titre Nuit noire, pour la première fois le 7 juin 2005 en première partie de soirée sur Canal+ devant 800 000 téléspectateurs, avant qu'il ne projette en salle, quelques mois plus tard, le 19 octobre de la même année.
Il est également sélectionné et présenté dans plusieurs festivals étrangers, tels que ceux de Toronto, Montréal, Dubaï, San Francisco, New York, etc.

### Critiques
Le Nouvel Observateur souligne, en ce 16 juin 2005, que le téléfilm « exhume cette page d'histoire contemporaine, arrachée de nos mémoires, et recréée par un remarquable travail d'équipe. (…) Une récompense grandement méritée, vu la justesse du film qui ne cède jamais à la tentation du manichéisme ». Le Monde précise, en ce 14 octobre de la même année, que « longtemps étouffés, voire ignorés, les événements qui se sont produits à Paris, le 17 octobre 1961, sont, grâce à cette fiction, montrés à la télévision. Plus de quarante ans après les faits, le scénariste Patrick Rotman et le réalisateur Alain Tasma réussissent à transmettre, au plus près de la vérité, ce qui s'est réellement passé lors de cette nuit noire ».
Les Inrockuptibles, le 17 août 2006, applaudit, parce que « grâce à une irréprochable direction d’acteurs tous impeccables dans la manière d’exprimer leur complexité intérieure , grâce à un filmage sobre et posé, sans effets apparents, grâce à un travail précis sur la lumière (tout le film baigne dans des demi-teintes presque fades, comme à la tombée de la nuit, où les détails, encore visibles, s’effacent devant l’obscurité qui gagne), grâce encore à la fluidité d’un récit composite et cohérent à la fois, Alain Tasma et Patrick Rotman donnent un souffle inédit à la fiction télévisée, enfin concernée par ce que l’Etat a intérêt à occulter : la manifestation la plus acharnée de son système répressif ».

## Distinction

### Récompenses
- Festival international des programmes audiovisuels 2005 : grand prix du scénario[3]
- International Emmy Awards 2006 : meilleur téléfilm[22]